# Louis Chiron
| Louis Chiron                        | Louis Chiron                      |
| ----------------------------------- | --------------------------------- |
| Louis Chiron 1931.                  |                                   |
| Državljanstvo                       | monegaško                         |
| Europsko automobilističko prvenstvo |                                   |
| Sezone                              | 1931. − 1932., 1935. − 1936.      |
| Momčadi                             | Bugatti, Alfa Romeo, Daimler-Benz |
| Utrke                               | 14                                |
| Prvenstva                           | 0                                 |
| Pobjede                             | 1                                 |
| Podiji                              | 2                                 |
| Prvo startno mjesto                 | 1                                 |
| Najbrži krugovi                     | 1                                 |
| Prva utrka                          | Velika nagrada Italije 1931.      |
| Prva pobjeda                        | Velika nagrada Francuske 1931.    |
| Posljednja pobjeda                  | Velika nagrada Francuske 1931.    |
| Posljednja utrka                    | Velika nagrada Njemačke 1936.     |

Louis Alexandre Chiron (Monte Carlo, Monako, 3. kolovoza 1899. - Monte Carlo, Monako, 22. lipnja 1979.) je bio monegaški vozač automobilističkih utrka.
Louis, čiji su roditelji bili Francuzi, se počeo utrkivati na brdskim utrkama kada su mu bile 24 godine. Prvi veći uspjeh ostvaruje 1926. kada u Bugattiju pobjeđuje na stazi Gattieres. Na utrci 24 sata Le Mansa je prvi put vozio 1928. Do 1953. nastupio je ukupno devet puta na Le Mansu, ali niti jednom nije uspio završiti utrku. Iste godine pobjeđuje na Velikoj nagradi Italije na Monzi u Bugattiju, a sljedeće 1929. pobjeđuje na Velikoj nagradi Njemačke na Nürburgringu, također u Bugattiju. Još jednu pobjedu vozeći za Bugatti upisuje na Velikoj nagradi Belgije 1930. na Spa-Francorchampsu.
U Europskom automobilističkom prvenstvu je nastupao 1931. i 1932. za momčad Automobiles Ettore Bugatti. U prvoj sezoni je upisao pobjedu na Velikoj nagradi Francuske, dok utrke u Italiji i Belgiji nije završio. Sezonu je završio na četvrtom mjestu konačnog poretka vozača. Sljedeće 1932. uspijeva završiti samo utrku u Francuskoj, te sezonu završava na petom mjestu konačnog poretka vozača. Nakon što je iste godine dobio otkaz u Bugattiju, on i Rudolf Caracciola su osnovali momčad Scuderia Chiron/Caracciola. Zbog kvara kočnica na treningu za Veliku nagradu Monaka 1933., on i Caracciola, koji se zajedno nalazili u bolidu, su udarili u zid. Iako je Chiron prošao neozlijeđen, Caracciola je zadobio ozbiljne povrede noge, zbog kojih nije mogao neko vrijeme nastupati na utrkama. Iste godine, Chiron je pobijedio na Velikoj nagradi Španjolske, Velikoj nagradi Čehoslovačke i Velikoj nagradi Marseillea. Također je ostvario i pobjedu na utrci 24 sata Spa-Francorchampsa, gdje mu je momčadski kolega u Alfa Romeu bio Luigi Chinetti. Kada se Europsko automobilističko prvenstvo, koje se nije vozilo 1933. i 1934., ponovo pokrenulo 1935., Chiron je nastupao za momčad Scuderia Ferrari, ali u bolidu Alfa Romeo Tipo B/P3, gdje su mu momčadski kolege bili Tazio Nuvolari i René Dreyfus. Na Velikoj nagradi Belgije je stigao do trećeg mjesta, a bodove je još osvojio u Monaku. Sezonu je završio na devetom mjestu. Sljedeće 1936. je prešao u momčad Daimler-Benz AG, no odvezao je samo dvije utrke, koje nije završio. 
Nakon završetka Drugog svjetskog rata, počeo je nastupao je na neprvenstvenim utrkama Formule 1. Ukupno je nastupio na 72 utrke, gdje je ostvario tri pobjede; na Velikoj nagradi Francuske 1947. i 1949., te Velikoj nagradi Commingesa 1947.,, sve u bolidima Talbot-Lagoa. U Svjetskom automobilističkom prvenstvu, odnosno Formuli 1, je nastupao 1950. i 1951., a najbolji rezultat je ostvario na Velikoj nagradi Monaka 1950., kada je u Maseratiju osvojio treće mjesto iza Alberta Ascarija u Ferrariju i pobjednika Juana Manuela Fangija u Alfa Romeu. Od 1953. do 1958. je tek povremeno nastupao na utrkama Formule 1, no bez većih uspjeha. U dobi od 55 godina i 292 dana, na Velikoj nagradi Monaka 1955., u bolidu Lancia D50 je osvojio šesto mjesto, što ga do danas čini najstarijim vozačem koji je završio jednu utrku Formule 1.

## Vanjske poveznice
- Louis Chiron - Driver Database
- Louis Chiron - Racing Sports Cars
- Louis Chiron - Stats F1